# Tahitianische Sprache
Das Tahitianische, auch Tahitisch (Eigenbezeichnungen Reo Mā’ohi und Reo Tahiti), ist eine polynesische Sprache. Die Mehrheit der insgesamt etwa 150.000 Sprecher lebt auf den Gesellschaftsinseln, vor allem auf Tahiti, in Französisch-Polynesien. Diese Zahl beinhaltet auch Nicht-Tahitianer. Minderheiten leben auch in Neukaledonien und einigen anderen Ländern der Pazifik-Region. Lexikalische Ähnlichkeiten existieren vor allem zum Hawaiischen und Rarotonga.
Die Verbreitung des Tahitianischen in den elektronischen und gedruckten Medien ist sehr beschränkt. Die Sprache spielt aber eine wichtige Rolle als Handelssprache.
Einer der ersten gründlichen europäischen Erforscher des Tahitianischen war der Engländer John Davies, dessen Beschreibung des Tahitianischen erstmals bereits 1823, und dann erneut 1851, erschienen war. Die darin enthaltene kurze Grammatik darf als eine der ersten Grammatiken einer polynesischen Sprache gelten. Der aus Magdeburg stammende Philologe Eduard Buschmann hatte 1839 bei der Königlichen Akademie der Wissenschaften zu Berlin die von ihm bearbeitete Abhandlung Wilhelm von Humboldts über die damals so genannten „Südseesprachen“ herausgegeben. Darin enthalten ist ebenfalls ein ausführlicher Abschnitt über das Tahitianische. Eine weitere frühe Beschreibung des Tahitianischen, die noch heute als unverzichtbar gilt, ist die Grammatik von Tepano Jaussen.

## Das tahitianische Lautsystem
Das tahitianische Lautsystem zeichnet sich, wie dasjenige aller polynesischen Sprachen, durch einen ausgeprägten Vokalismus aus. So stehen den zehn Vokalphonemen < a > [ a ], < e > [ e ], < i > [ i ], < o > [ o ], < u > [ u ], < ā > [ a: ], < ē > [ e: ], < ī > [ i: ], < ō > [ o: ], < ū > [ u: ], die zahlreiche Diphthonge und Vokalkombinationen bilden, nur neun Konsonantenphoneme gegenüber: < f > [ f ], < h > [ h ], < m > [ m ], < n > [ n ], < p > [ p ], < r > [ r ], < t > [ t ], < v > [ v ], < ’ > [ ʔ ]. Konsonanten treten stets nur einzeln auf, und jede Silbe – damit auch jedes Wort – schließt mit einem Vokal ("Gesetz der offenen Silbe"). Das Makron über einem Vokal bezeichnet dessen Länge. Das Zeichen für den plötzlich öffnenden Glottalverschluss (engl. "glottal stop") hat die Bezeichnung ’eta und wird in der alphabetischen Reihenfolge der meisten Wörterbücher nicht berücksichtigt, obwohl der entsprechende Laut als vollwertiger Konsonant gilt. Auch die Langvokale werden hinsichtlich der alphabetischen Reihenfolge nicht separat eingeordnet, jedoch steht in der Regel a vor ā, e vor ē usw.

## Die tahitianische Orthographie
Es bestehen mehrere orthographische Systeme nebeneinander, jedoch bemüht sich die Fare Vāna’a (Académie tahitienne) um eine Vereinheitlichung. Der Erfolg dieser Bemühungen ist bisher zwar begrenzt, immerhin zeichnet sich aber in den letzten Jahren durchaus eine Tendenz zur zunehmenden Akzeptanz der Orthographie der Fare Vāna’a ab. Das dürfte auch damit zusammenhängen, dass die Orthographie der Fare Vāna’a eine deutliche Kohärenz mit den heute gebräuchlichen Orthographien vieler anderer polynesischer Sprachen aufweist. Die folgende Tabelle zeigt eine knappe vergleichende Übersicht über drei der gebräuchlichsten Systeme:
| Überlieferte Orthographie A | Neuere Orthographie B | Orthographie der Fare Vāna’a C | Bemerkungen |
| --------------------------- | --------------------- | ------------------------------ | --- |
| ua                          | ùa                    | ’ua                            | A bezeichnet den Glottalverschluss nicht, B bezeichnet ihn durch Gravis, C durch ’eta.                                                                                  |
| orero                       | ôrero                 | ’ōrero                         | Glottalverschluss mit nachfolgendem Langvokal wird bei A nicht bezeichnet, bei B durch Zirkumflex, bei C durch ’eta mit Makron über dem Vokalzeichen.                   |
| haapao                      | haapaò                | ha’apa’o                       | Nur C bezeichnet den Glottalverschluss konsequent, B bezeichnet ihn vor dem zweiten Vokal einer Vokalfolge nur dann mit Gravis, wenn beide Vokale nicht identisch sind. |
| haapiiraa                   | haapiiraa             | ha’api’ira’a                   | siehe vorherige Zeile |
| tatau                       | tātau                 | tātau                          | A bezeichnet die Vokallänge generell nicht. B und C benutzen das Makron.                                                                                                |
| paoa                        | pāôâ                  | pā’ō’ā                         | Falls der Langvokal einem Glottalverschluss folgt, benutzt B das Zirkumflex.                                                                                            |

## Verhältnis von Schreibung und Aussprache
Die folgenden Ausführungen beziehen sich hinsichtlich der Schreibung auf die Regeln der Académie Tahitienne (Fare Vāna’a).
Das Tahitianische wird aus deutscher Perspektive weitgehend so gesprochen, wie es geschrieben wird. Deshalb ist die tahitianische Aussprache für Lernende deutscher Muttersprache nicht schwierig. Es gilt jedoch, folgendes zu beachten:
1. Das r ist ein "Zungenspitzen-r" mit nur einem Auf und Ab der Zungenspitze, woran man die Nähe zum l erkennen kann (im Hawaiischen ist r weitgehend durch l ersetzt, z. B. haw. aloha statt tah. aroha).
2. Der plötzlich öffnende Glottalverschluss ("Knacklaut") ähnelt stark dem entsprechenden deutschen Laut in Wörtern wie  'Ab’art, ver’eisen, The’ater. Im Anlaut einiger häufig gebrauchter Wörter hat sich der "Knacklaut" nicht erhalten. Das gilt besonders für ’ua und ’ia. Die Académie Tahitienne empfiehlt dennoch die etymologisch begründete Schreibung mit ’eta (vgl. Māori kua, kia).
3. Die Betonung liegt auf der vorletzten Silbe: aroha. Ist die letzte Silbe jedoch lang, so zieht sie die Betonung an sich: ināpō. Lang ist eine Silbe auch durch Diphthong: parau. Falls die drittletzte Silbe lang ist, die folgenden aber kurz, so ist die drittletzte Silbe betont: tāhoro. Kurze häufig gebrauchte Redewendungen werden hinsichtlich der Betonung wie ein einziges Wort behandelt: ’Ia ora na!. Dabei ist speziell in dem genannten Fall eine natürliche "Verdoppelung" des n zu hören, und das a im Anlaut ist oft komplett "abgeschliffen": [’ioranna].

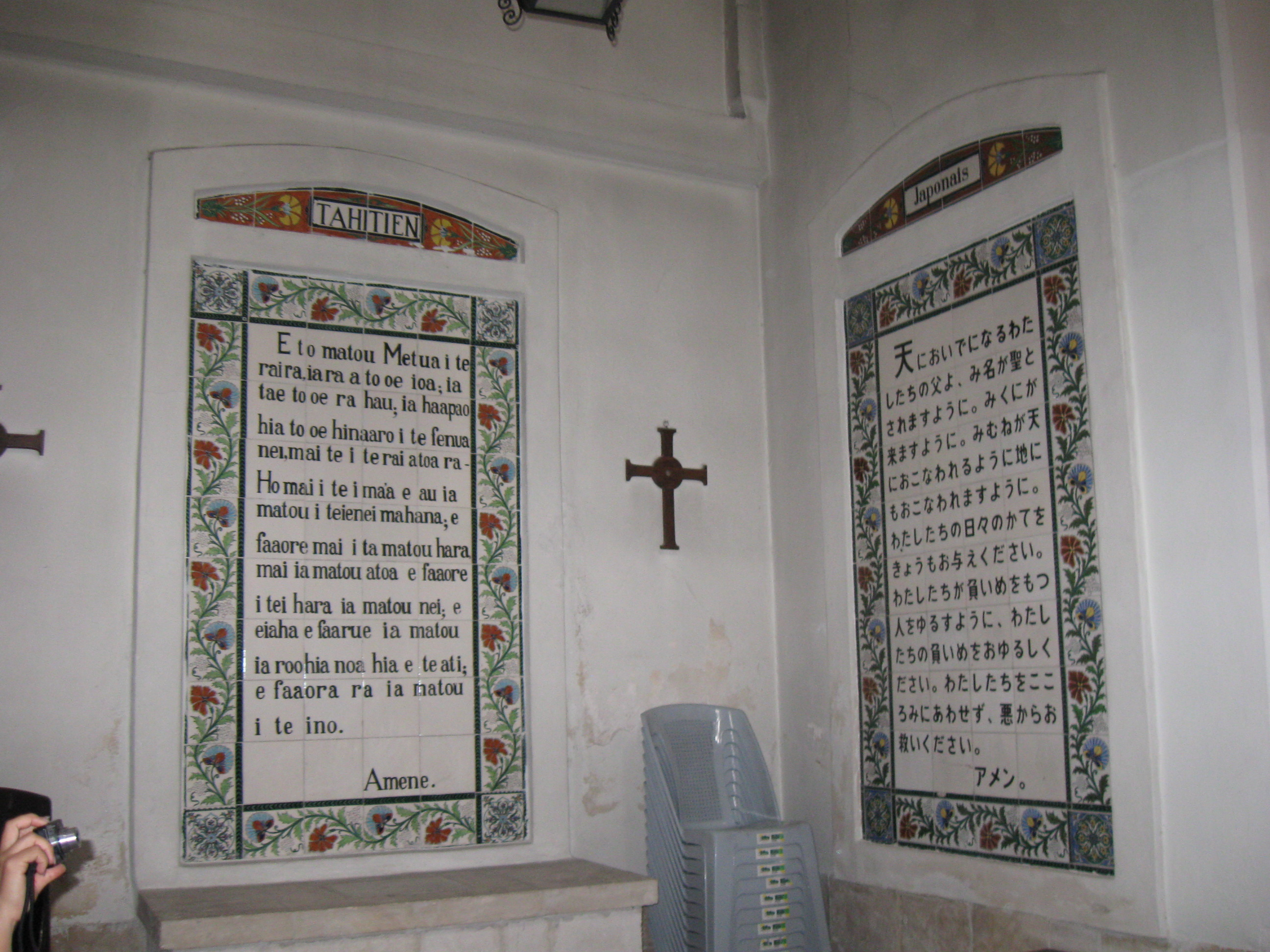
Das Vaterunser auf Tahitisch (links) in der Paternosterkirche zu Jerusalem

## Gebräuchliche Begriffe, Redewendungen und Ausdrücke
| Tahitianisch               | Deutsch                                                     |
| -------------------------- | ----------------------------------------------------------- |
| ’ē                         | ja                                                          |
| ’oia!                      | genau!                                                      |
| nā reira!                  | einverstanden!                                              |
| e ’ere; aita               | nein                                                        |
| e ’ere roa atu!            | gar nicht!                                                  |
| ’Ia ora na!                | etwa: Hallo, grüß dich! wörtlich: Du da sollst (gut) leben! |
| Maeva!                     | Willkommen!                                                 |
| ’A tomo mai!               | Komm herein!                                                |
| Nō hea mai ’oe?            | Woher bist du?                                              |
| Nō te fenua Heremani au.   | Ich bin aus Deutschland.                                    |
| Nō te fenua Auteteria vau. | Ich bin aus Österreich.                                     |
| Nō te fenua Herevetia vau. | Ich bin aus der Schweiz.                                    |